# WeWork
WeWork Inc. é fornecedora de espaços de coworking, incluindo espaços compartilhados físicos e virtuais, com sede na cidade de Nova York. Desde 31 de dezembro de  2022, a empresa operava nos Estados Unidos e Canadá, em 779 localidades em 39 países, e contava com 547 mil associados, com prazo médio ponderado de compromisso de 19 meses. Em outubro de 2019, o cofundador da empresa, Adam Neumann recebeu perto de US$ 1,7 bilhão da parte interessada SoftBank por deixar o conselho da WeWork e romper a maior parte de seus laços com a empresa. Ele foi contratado como consultor com um salário anual de US$ 46 milhões.
O jornal The New York Times descreveu o esforço fracassado da empresa para abrir o capital e a turbulência relacionada como "uma implosão diferente de qualquer outra na história das start-ups", que atribuiu ao mandato questionável de Neumann e ao dinheiro fácil anteriormente fornecido a ele pelo SoftBank. liderado por Masayoshi Son. A ABC disse que o declínio da WeWork foi emblemática dos “excessos da cultura de abertura de empresas”. Em agosto de 2023, a WeWork alertou que tinha “dúvidas substanciais” de que poderia permanecer no mercado e poderia solicitar proteção contra falência, Capítulo 11. Em 31 de outubro de 2023, circularam relatórios de que a WeWork entraria com pedido de falência “iminentemente”, o que resultou em uma queda de 37% no valor das ações. Uma semana depois, em 6 de novembro, a empresa entrou oficialmente em falência.

## História

### 2008–2015

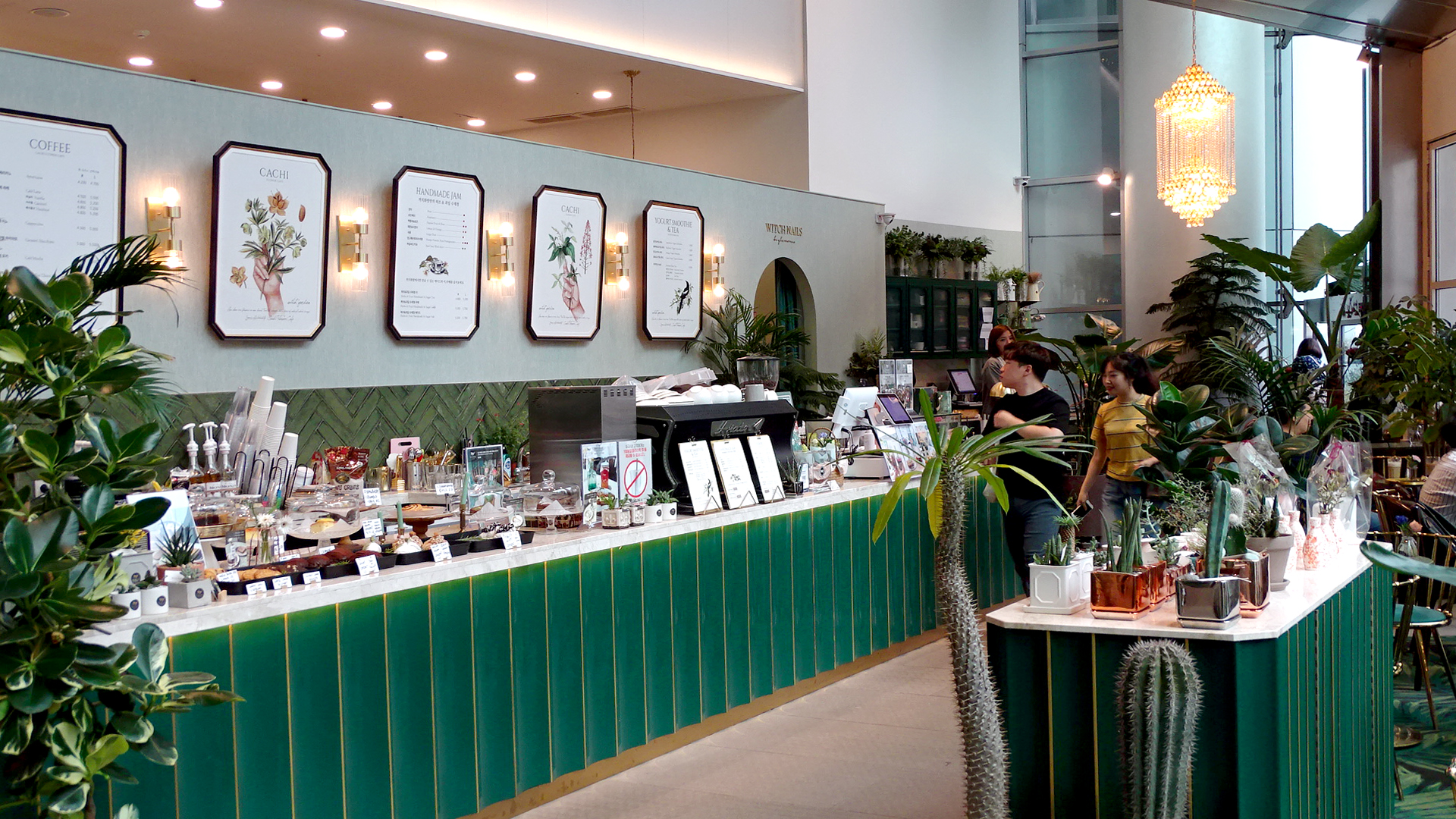
Localização da WeWork na Torre Jongno

Em maio de 2008, o israelense Adam Neumann e o americano Miguel McKelvey estabeleceram o GreenDesk, um "espaço de coworking ecológico" no Brooklyn. Em 2010, Neumann e McKelvey venderam o negócio e fundaram a WeWork, alugando seu primeiro local no SoHo, Manhattan, inaugurado em abril de 2011. O incorporador imobiliário de Manhattan, Joel Schreiber, comprou uma participação de 33% na empresa por US$ 15 milhões.
Em 2011, a PepsiCo colocou no local alguns funcionários, que atuaram como consultores de empresas menores membros da WeWork, tornando o local uma incubadora de startups.

Em 2013, os clientes da WeWork incluíam 350 startups, como Fitocracy e HackHands.

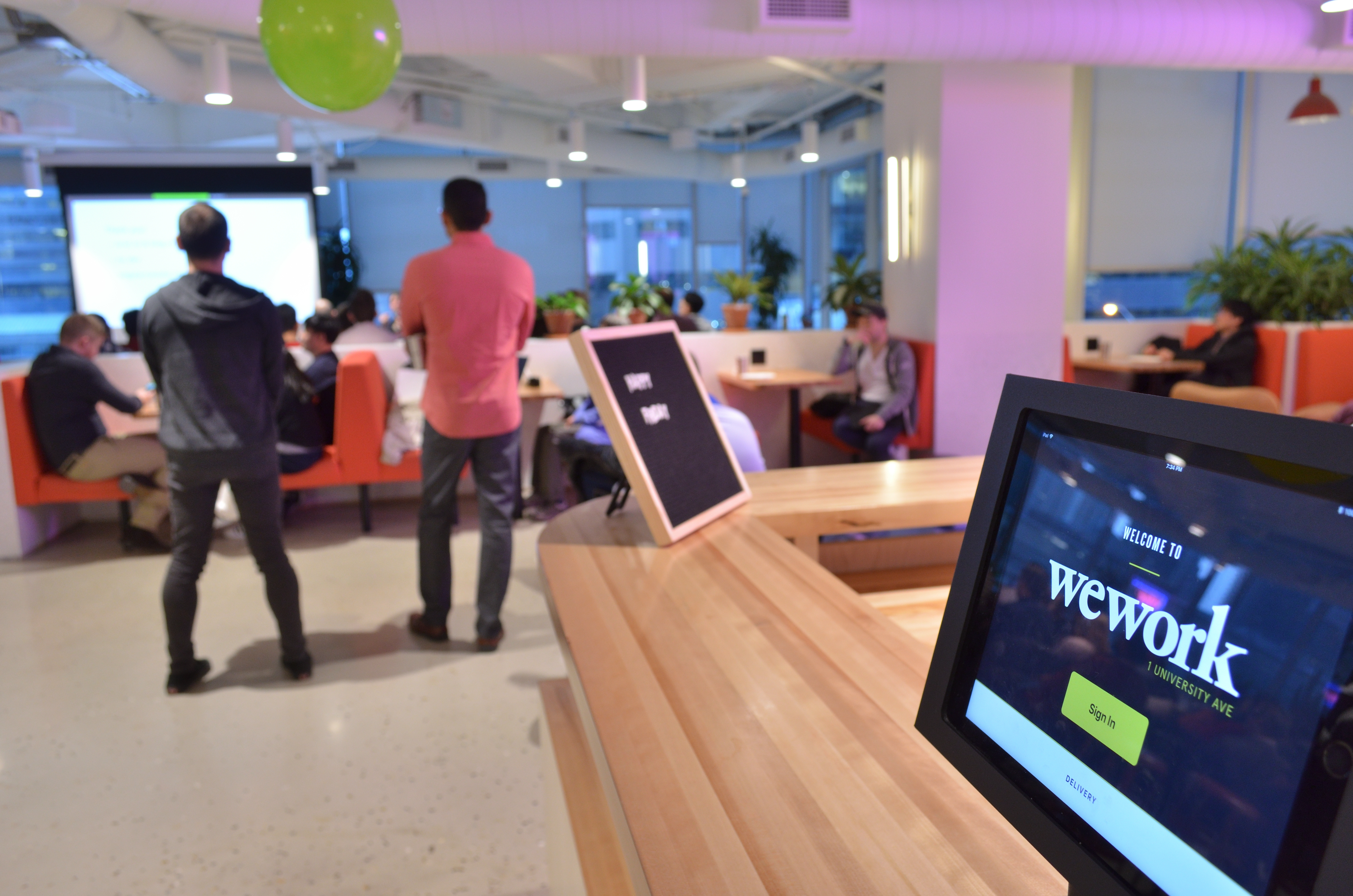
Localização da WeWork, 1 University Avenue, Toronto

Em 2014, a WeWork era considerada "o arrendatário de novos espaços de escritório de crescimento mais rápido em Nova York" e estava a caminho de se tornar "o arrendatário [arrendador] de novos espaços de crescimento mais rápido na América". Os investidores da WeWork em 2014 incluíam JP Morgan Chase & Co, T. Rowe Price, Wellington Management, Goldman Sachs, Harvard Corporation, Benchmark e Mortimer Zuckerman, ex-CEO da Boston Properties.
Em fevereiro de 2015, a WeWork foi incluída na lista das 50 empresas mais inovadoras da Fast Company. Em agosto de 2015, a empresa adquiriu a CASE, empresa de tecnologia imobiliária e de construção, em sua primeira aquisição. Segundo seu fundador, a rapidez da transação prejudicou a cultura organizacional da CASE.

### 2016

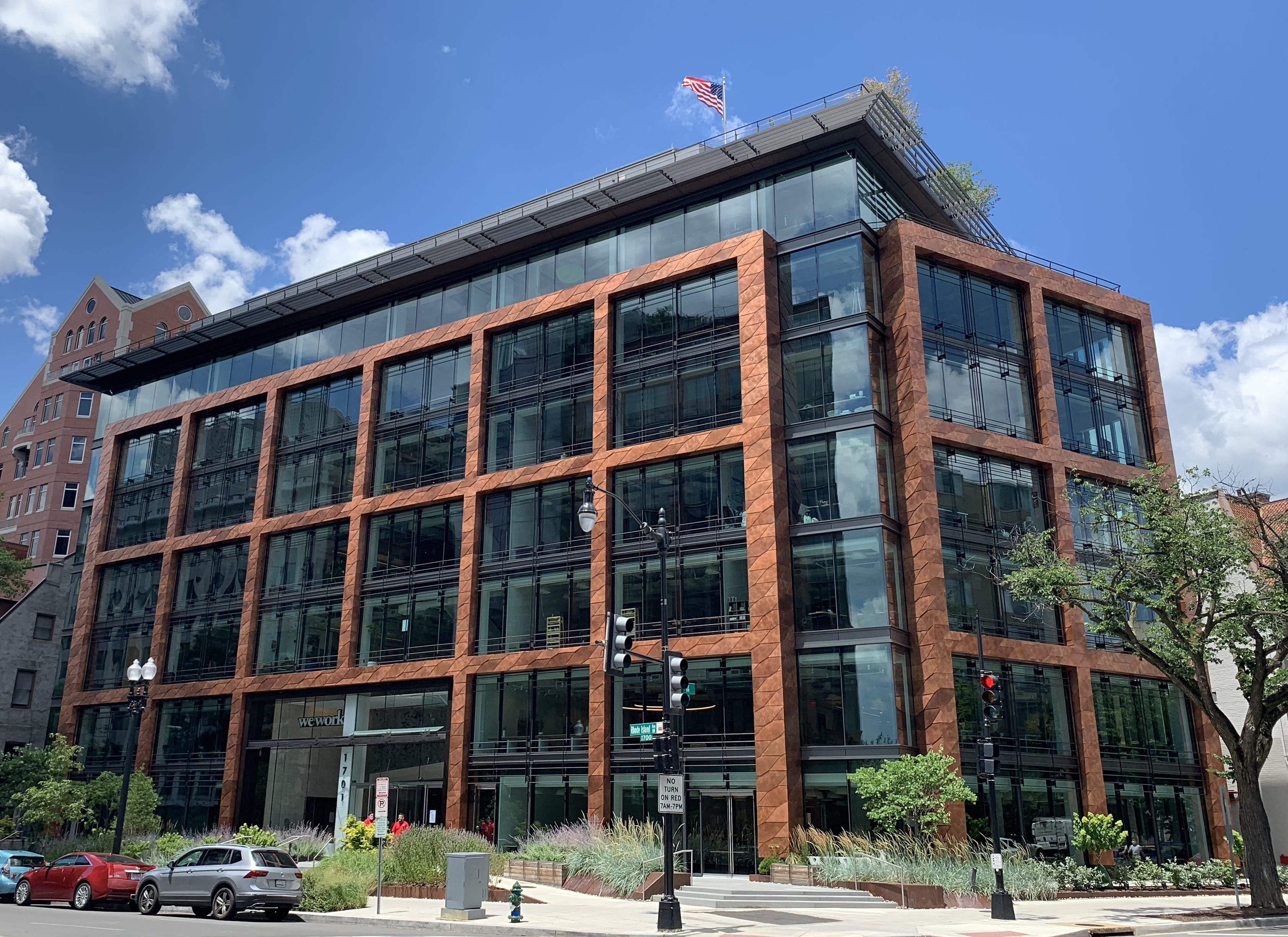
Localização da WeWork na Rhode Island Avenue em Washington, DC

Em março de 2016, a WeWork levantou US$ 430 milhões em financiamento da Legend Holdings e Hony Capital, avaliando a empresa em US$ 16 bilhões. Em junho de 2016, a empresa anunciou demissões de 7% de seu quadro de funcionários e implementou um congelamento temporário de contratações. Em julho de 2016, a WeWork demitiu e processou Joanna Strange, uma funcionária que vazou para a imprensa informações que mostravam que a WeWork não atingiria seus objetivos financeiros. Em outubro de 2016, a empresa havia levantado US$ 1,7 bilhão em capital privado. Também anunciou planos para abrir um local na Lincoln Square em Bellevue, Washington.
Em 2016, a WeWork lançou um empreendimento de convivência separado, mas relacionado, chamado WeLive, na cidade de Nova York e em Crystal City, Virgínia, perto do Aeroporto Nacional Ronald Reagan de Washington, na área metropolitana de Washington. Em julho de 2021, a WeWork encerrou esta linha de negócios.

### 2017

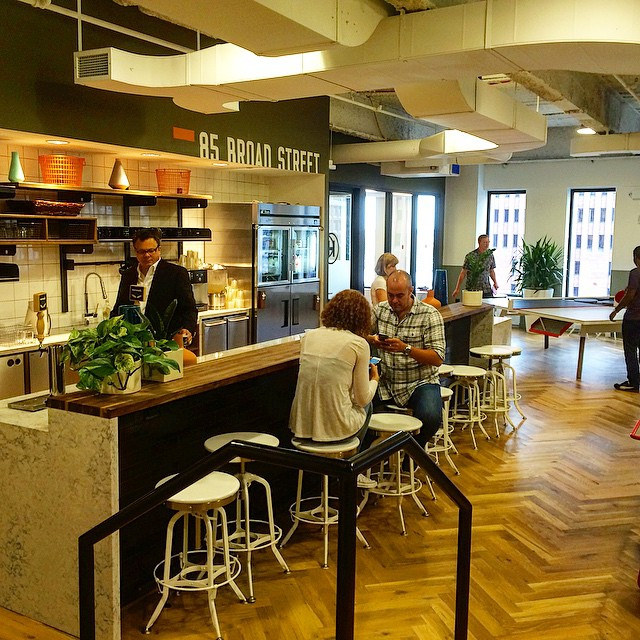
A área da cozinha no local da WeWork na Broad Street, em Manhattan

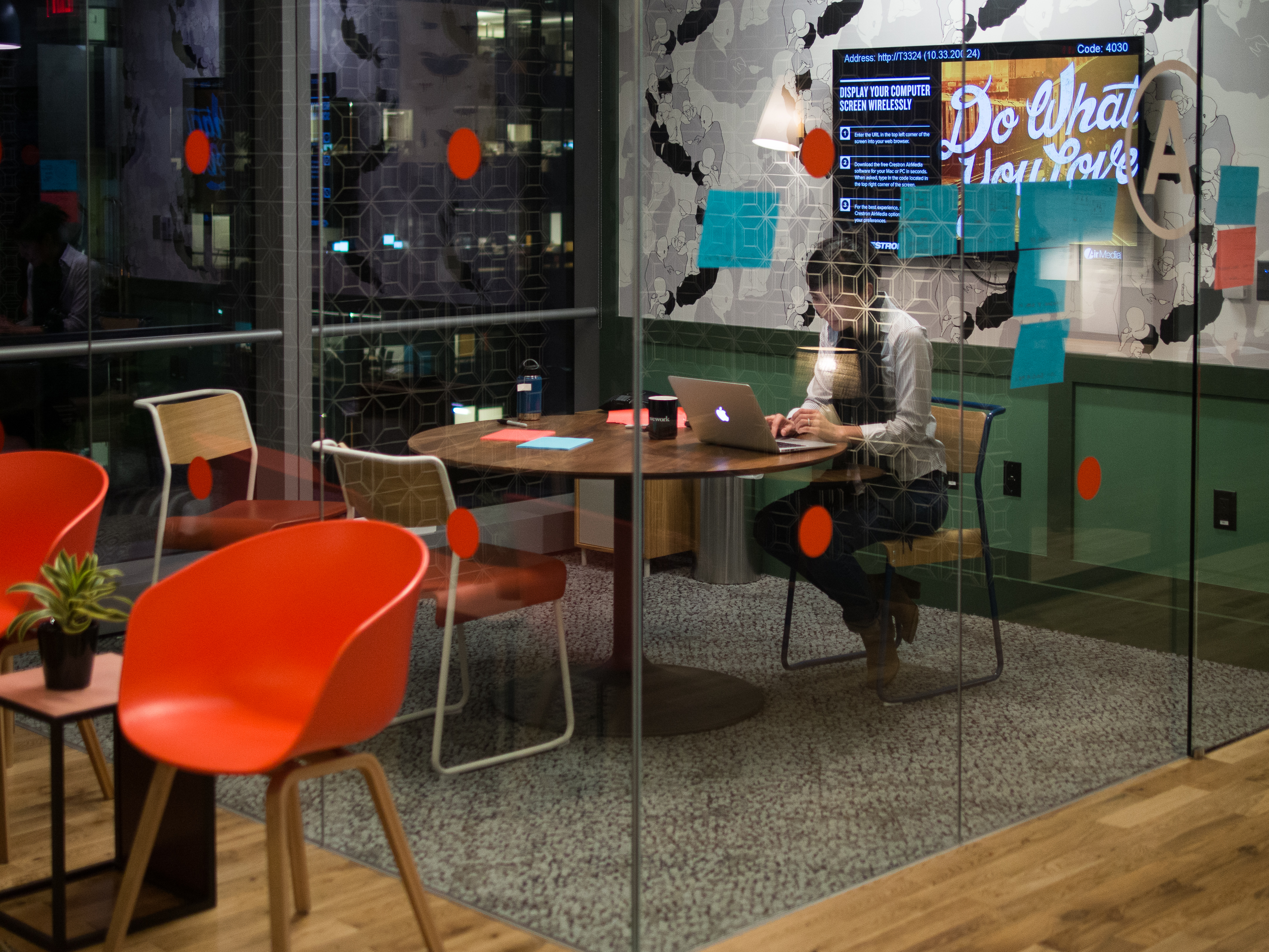
Localização da WeWork em São Francisco

Em abril de 2017, a WeWork lançou uma loja online de serviços e software para seus membros. Em maio de 2017, a WeWork abriu um health club de luxo em Broad Street, Manhattan. O espaço inclui equipamentos de ginástica e área de boxe, área de ginástica geral, spa e estúdio de ioga com aulas de ginástica. Em junho de 2017, em parceria com o Embassy Group, a WeWork India, liderada por Karan Virwani, então com 25 anos, filho do proprietário do Embassy Group, Jitu Virwani, inaugurou seu primeiro espaço em Bangalore, na Índia, batizado de WeWork Galaxy, com capacidade para 2.200 membros. Em julho de 2017, a empresa levantou US$ 760 milhões em uma rodada de financiamento da Série G, avaliando a empresa em US$ 20 bilhões. Também em julho de 2017, a WeWork anunciou planos de expansão para a China, com US$ 500 milhões investidos pela SoftBank e pela Hony Capital. Em agosto de 2017, a empresa levantou US$ 4,4 bilhões do SoftBank Vision Fund, com uma avaliação de aproximadamente US$ 20 bilhões. Em setembro de 2017, a WeWork expandiu-se para o Sudeste Asiático através da aquisição da SpaceMob, com sede em Singapura, e alocou 500 milhões de dólares para crescer no Sudeste Asiático. No final de outubro de 2017, a WeWork assinou um contrato para adquirir o Lord &amp; Taylor Building na Quinta Avenida, em Manhattan, da Hudson's Bay Company por US$ 850 milhões. O acordo também incluiu o uso de andares de algumas lojas de departamentos de propriedade da HBC na Alemanha, Nova York, Toronto e Vancouver como espaços de trabalho de escritório compartilhados da WeWork. A transação foi fechada em fevereiro de 2019.
Em novembro de 2017, a WeWork investiu no The Wing, um espaço de coworking para mulheres. Vendeu a participação em janeiro de 2020.
No mesmo mês, a WeWork investiu na Wavegarden, que projeta e fabrica dispositivos de ondas artificiais. Além disso, em novembro de 2017, a WeWork anunciou que no outono de 2018 lançaria a WeGrow, uma escola particular para crianças de 3 a 3 anos até alunos da 4ª série O primeiro local permanente foi na sede da WeWork em Nova York. Em setembro de 2019, Rebekah Neumann renunciou ao cargo de CEO da WeGrow. A escola WeGrow fechou no final do ano letivo de 2019. Em dezembro de 2017, a empresa abriu sua primeira unidade em Cingapura.

### 2018
Em janeiro de 2018, os alunos que frequentavam cursos universitários on-line da 2U tiveram acesso aos espaços comuns e salas de reuniões da WeWork. Em dezembro de 2018, a WeWork abriu seu primeiro local em um campus universitário na Universidade de Maryland. Em março de 2018, a WeWork levantou mais de US$ 400 milhões junto com o Rhône Group, uma empresa de private equity para iniciar um fundo para comprar propriedades diretamente. Em abril de 2018, a WeWork adquiriu a operadora chinesa de coworking Naked Hub por US$ 400 milhões. Em maio de 2018, a WeWork adquiriu a MissionU, uma autodenominada alternativa universitária, por US$ 4 milhões em ações. A MissionU foi encerrada logo depois e os alunos não pagaram mensalidades. O dinheiro foi devolvido da MissionU aos seus investidores. Em julho de 2018, a empresa proibiu que funcionários em todo o mundo fossem reembolsados pela empresa por refeições que contivessem carne de porco, aves ou carne vermelha. A empresa também anunciou que não forneceria carne para eventos em suas localidades, nem permitiria carne em quiosques de autoatendimento em suas localidades. Em julho de 2018, a WeWork levantou US$ 500 milhões para expandir seus negócios na China, avaliando sua subsidiária chinesa em US$ 5 bilhões. Em setembro de 2018, a WeWork adquiriu a Teem, uma empresa de software de gerenciamento de escritório, por US$ 100 milhões. Foi vendido para o iOffice em 2020. Em novembro de 2018, o SoftBank adquiriu um mandado para comprar até US$ 3 bilhões em ações da empresa até o final de setembro de 2019, com uma avaliação de US$ 42 bilhões.
Em 2018, a empresa comprou um jato executivo Gulfstream G650 por mais de US$ 60 milhões, citado como exemplo dos gastos excessivos do CEO Adam Neumann.
WeWork perdeu mais de US$ 2 bilhões em 2018.

### 2019
Em janeiro de 2019, a WeWork levantou US$ 2 bilhões adicionais do SoftBank, com uma avaliação de US$ 47 bilhões. O SoftBank considerou investir até US$ 16 bilhões, mas reduziu os planos devido à turbulência nos mercados financeiros e à oposição dos investidores. O investimento elevou o financiamento total do SoftBank na WeWork para mais de US$ 10 bilhões. No final de janeiro de 2019, a WeWork anunciou que abriria um local em dois andares de um edifício em Tampa Heights em 2020 como parte de sua expansão para Tampa, Flórida
Em julho de 2019, Adam Neumann havia liquidado US$ 700 milhões de suas ações da WeWork. Em 14 de agosto de 2019, a empresa protocolou o Formulário S-1. O processo revelou perdas significativas, contratos de arrendamento caros e um relacionamento complexo com o fundador Adam Neumann. Também divulgou US$ 47 bilhões em obrigações futuras de arrendamento e apenas US$ 4 bilhões em compromissos futuros de arrendamento. A empresa foi então "assediada por críticas sobre sua governança, modelo de negócios e capacidade de obter lucro".
A empresa mudou o nome legal de WeWork para We Company e, de acordo com o formulário S-1 de agosto de 2019, a empresa pagou US$ 5,9 milhões a uma entidade de propriedade de Adam Neumann e outros fundadores da WeWork pelo licenciamento da marca do nome. No início de setembro de 2019, Neumann devolveu à empresa os US$ 5,9 milhões pelo uso da marca e cedeu à empresa todos os direitos de marca registrada das marcas da família "We".
Em 27 de agosto de 2019, a WeWork adquiriu a Spacious, uma empresa que aluga espaços não utilizados em restaurantes durante o dia e depois aluga esse espaço para trabalhadores remotos. O Spacious foi fechado 4 meses depois, em dezembro de 2019.
Em 13 de setembro de 2019, a empresa anunciou mudanças em sua governança corporativa para incluir a capacidade do conselho de administração de escolher um novo CEO e não ter membros da família do CEO Adam Neumann no conselho. Neumann também concordou em transferir para a empresa quaisquer lucros provenientes de seus negócios imobiliários com a empresa.
Em 17 de setembro de 2019, em meio às crescentes preocupações dos investidores sobre sua governança corporativa, avaliação e perspectivas para o negócio, a WeWork retirou formalmente seu pedido S-1 e anunciou o adiamento de seu IPO até o final de 2019. Naquela época, a avaliação pública relatada da empresa era de cerca de US$ 10 bilhões, uma redução em relação à avaliação de US$ 47 bilhões alcançada em janeiro e menos do que os US$ 12,8 bilhões que havia levantado desde 2010. Em 23 de setembro de 2019, o SoftBank queria que Neumann fosse removido do cargo de presidente-executivo. No dia seguinte, a WeWork colocou à venda sua aeronave Gulfstream G650. Os críticos disseram que o avião se tornou uma “bandeira vermelha na preparação para o IPO da empresa” e criou problemas com os funcionários que não receberam bônus ou aumentos prometidos.
Em outubro de 2019, Neumann recebeu cerca de US$ 1,7 bilhão do SoftBank por renunciar ao conselho de administração da WeWork e romper a maior parte de seus vínculos com a empresa. Os US$ 1,7 bilhão incluíam US$ 970 milhões por suas ações restantes, uma taxa de consultoria de US$ 185 milhões e um crédito de US$ 500 milhões para ajudá-lo a pagar seus empréstimos ao JP Morgan Chase. Ele foi contratado como consultor com um salário anual de US$ 46 milhões.
Em outubro de 2019, a WeWork anunciou a abertura de novos locais de coworking em Singapura e Manila.
Em 6 de novembro de 2019, o Grupo SoftBank relatou US$ 9,2 bilhões em baixas contábeis sobre seus investimentos na WeWork. Esse valor foi aproximadamente 90% dos US$ 10,3 bilhões investidos pelo SoftBank na WeWork nos anos anteriores. Em 21 de novembro de 2019, a WeWork anunciou demissões de 2.400 funcionários, quase 20% de sua força de trabalho globalmente.

### 2020
Em 1º de fevereiro de 2020, a WeWork anunciou que Sandeep Mathrani, ex-executivo sênior da GGP Inc. e Brookfield Property Partners, se tornaria CEO da empresa a partir de 18 de fevereiro de 2020. Em 3 de fevereiro de 2020, a WeWork abriu seu primeiro local no Oriente Médio fora de Israel no parque tecnológico Hub 71 de Abu-Dhabi sob o nome WeWork x Hub 71. Em 10 de fevereiro de 2020, a WeWork anunciou o fechamento temporário de 100 edifícios na China devido à pandemia de COVID-19. No final de março de 2020, a WeWork demitiu 250 funcionários em um esforço para reduzir despesas, seguida por outra rodada de demissões de funcionários no final de abril de 2020. Em 5 de junho de 2020, McKelvey anunciou que deixaria a WeWork no final do mês.
Em 2020, a empresa desocupou 66 localidades e renegociou aluguéis mais baixos, diferimentos ou outras alterações de aluguel em mais de 150 outras.

### 2021
Em março de 2021, a empresa chegou a um acordo para se tornar uma empresa pública por meio de uma empresa de aquisição de propósito específico com uma avaliação de US$ 9 bilhões e se fundir com a BowX Acquisition Corp. Após a fusão, Mathrani continuaria a permanecer CEO, mas Vivek Ranadivé da BowX e Deven Parekh da Insight Partners se juntariam ao novo conselho. A fusão foi consumada em outubro de 2021 e as ações da WeWork começaram a ser negociadas na Bolsa de Valores de Nova York. Em agosto de 2021, a WeWork foi um dos cinco provedores de coworking selecionados pela Administração de Serviços Gerais para prestar serviços ao governo federal dos Estados Unidos.

### 2022
Em janeiro de 2022, a WeWork anunciou a aquisição da Common Desk. Durante a invasão russa da Ucrânia em 2022, em março de 2022, a WeWork fechou seus escritórios na Rússia.
Em maio de 2022, a WeWork nomeou Andre Fernandez como seu novo CFO. Ele substituiu Benjamin Dunham, que saiu após 18 meses na empresa.

### 2023
Em abril de 2023, a WeWork enfrentou a exclusão da Bolsa de Valores de Nova York porque o preço de suas ações caiu abaixo do limite de US$ 1,00. A empresa foi avaliada em US$ 360,9 milhões, abaixo de sua avaliação de US$ 47 bilhões em 2019.
No final de junho de 2023, a empresa tinha mais de 700 locais em 39 países em todo o mundo. Na época, a WeWork gastava mais de 80% de sua receita em aluguel e juros, pagando mais de US$ 2,7 bilhões por ano.
Em 8 de agosto de 2023, a WeWork alertou que tinha “dúvidas substanciais” de que poderia permanecer no mercado por mais tempo e anunciou que poderia ter que solicitar proteção contra falência, Capítulo 11. A WeWork disse que tentaria controlar suas despesas, bem como reduzir seus custos de aluguel e locação por meio da reestruturação e renegociação de aluguéis com os proprietários. A empresa teve um prejuízo líquido de US$ 397 milhões entre abril e junho de 2023, embora isso tenha representado uma melhoria de US$ 238 milhões em comparação com o mesmo período do ano anterior.
Em 24 de agosto de 2023, um grupo de empresas de gestão de investimentos que emprestaram dinheiro à WeWork anunciou que estava explorando opções para salvar a empresa, incluindo uma potencial reorganização de falência, Capítulo 11. O grupo inclui três empresas, BlackRock, King Street Capital Management e Brigade Capital. Após o anúncio, as ações da WeWork subiram aproximadamente 12%.
Em outubro de 2023, a Bloomberg informou que investidores e credores, incluindo SoftBank, King Street Capital Management e outros, estavam negociando para obter o controle da WeWork. Em 31 de outubro de 2023, a WeWork anunciou que estaria se preparando para entrar com pedido de falência por meio do Capítulo 11. Como resultado, as ações da WeWork despencaram mais 37%.
Em 6 de novembro, a negociação de ações da WeWork foi suspensa e interrompida, e a WeWork apresentou uma petição sob o Capítulo 11, logo depois disso, listando passivos de aproximadamente US$ 10 bilhões a US$ 50 bilhões. A maioria dos escritórios da WeWork permanecerá operacional durante o processo de falência. No entanto, a empresa celebrou acordos com os seus detentores de obrigações para solicitar a rejeição de arrendamentos e a saída de arrendamentos em grande parte não operacionais. Quase imediatamente após o anúncio do pedido, as ações da WeWork foram retiradas da Bolsa de Valores de Nova York. Locais fora dos Estados Unidos e Canadá e franqueados da WeWork não fazem parte do processo de falência.
De acordo com o Financial Times, o SoftBank investiu ou comprometeu mais de US$ 16 bilhões no momento da falência da WeWork, incluindo um pagamento de US$ 1,5 bilhão ao Goldman Sachs e outros credores dias antes da falência da WeWork, já que o SoftBank atuou como fiador dos empréstimos da WeWork.

## Questões legais
Além disso, em junho de 2019, Richard Markel, um ex-executivo da WeWork que ganha US$ 300.000 por ano, processou a empresa por discriminação etária após supostamente ter sido substituído por um trabalhador mais jovem. Markel desistiu voluntariamente do caso em agosto de 2019.
Em fevereiro de 2020, Ayesha Whyte, ex-diretora de relações com funcionários, processou a WeWork por discriminação de gênero e raça, "dizendo que lhe foi prometido um emprego bem remunerado que nunca se materializou, ao mesmo tempo em que pessoas brancas menos qualificadas eram promovidas". Em junho de 2020, o processo foi forçado a arbitragem.
Em abril de 2020, o SoftBank, então o maior acionista da WeWork, cancelou sua oferta pública de US$ 3 bilhões para comprar ações diretamente de alguns dos principais acionistas da WeWork, alegando falha da WeWork em obter certas aprovações regulatórias, novas investigações criminais e civis e ações governamentais devido à pandemia de COVID-19 como motivos para retirar a oferta. A WeWork então processou o SoftBank. Em 4 de maio de 2020, o ex-CEO Adam Neumann processou separadamente o SoftBank por retirar a oferta pública de US$ 3 bilhões. As ações foram encerradas em fevereiro de 2021.
A WeWork também foi processada por vários proprietários por quebra de contrato por falta de pagamento de aluguel ou por fechamento de locais.

## Locais notáveis
Locais notáveis da WeWork incluem:
- 1600 Seventh Avenue
- 330 North Wabash
- Bentall Centre
- Bush Tower
- Constellation Place
- Five Penn Center
- Holyoke Building
- Hôtel de Langeac
- Hotel Europejski
- Madison Belmont Building
- Manhattan Center
- One Nashville Place
- Salesforce Tower
- Totzeret HaAretz Towers

## Visualização adicional
Em janeiro de 2021, a Apple TV+ anunciou um novo programa chamado WeCrashed que acompanha o lançamento e queda do WeWork. Jared Leto interpreta Adam Neumann e Anne Hathaway interpreta Rebekah Neumann.